# دلبرجین
دِلبَرجین نامی امروزی برای بازمانده‌های یک شهر باستانی در شمال افغانستان امروزی است. این محل باستانی در ۴۰ کیلومتری شمال غربی شهر بلخ در مرز شمالی واحه‌ای که توسط بلخاب آبیاری می‌شود قرار گرفته‌است.
این شهر باستانی که احتمالاً در سده پنجم پیش از میلاد در زمان شاهنشاهی هخامنشی بنا شده‌بود در زمان پادشاهی کوشانی تبدیل به مرکزی برای نواحی اطراف خود شده بود. دوران شکوفایی این شهر تا حدود سده ششم پس از میلاد ادامه یافت تا این‌که در زمان ساسانیان هند متروکه شد.
شهر اصلی دلبرجین در حدود ۳۹۰ در ۳۹۰ متر مساحت داشت. در زمان کوشانیان برای این شهر دیوار و حصاری ساخته شد و در همان دوره هم در میانه شهر ارگی مدور بر پا شد. در جریان حفاری‌ها در گوشه شمال خاوری شهر یک مجتمع نیایشگاهی نیز کشف شده‌است. در این مجتمع نقاشی‌های دیواری زیادی یافت شده که برخی از آن‌ها کاملاً به سبک هلنی هستند. 
این نیایشگاه احتمالاً در آغاز به کستور و پولوکس اهدا شده‌بود. بیرون از حصار شهر نیز ساختمان‌های بزرگ و استواری قرار داشت. در میان یافته‌های باستانی در دلبرجین، می‌توان به سنگ‌نوشته‌هایی به زبان باختری اشاره کرد که بیشتر آن‌ها به گونه‌ای آسیب دیده‌اند که اطلاعات زیادی به‌دست نمی‌دهند. سنگ‌نوشته باختری که از دلبرجین به‌دست آمده تکه‌پاره‌هایی از یک سنگ‌نوشته بزرگ و یادگاری متعلق به آغاز دوران کوشانی است که برای بزرگ‌داشت تهیه شده‌بود. در این محل هم‌چنین قطعاتی از تندیس‌ها و تعداد زیادی سکه یافت شده‌است.
تیم باستان‌شناسان اتحاد شوروی کاوش‌های خود در دلبرجین را در سپتامبر سال ۱۹۷۷ میلادی (عقرب ۱۳۵۶ ش.) انجام دادند.
در زمان شاه امان‌الله در راستای پشتون‌سازی نام دلبرجین با به «شلخی» تغییر داده‌بودند.